# Air Nautic

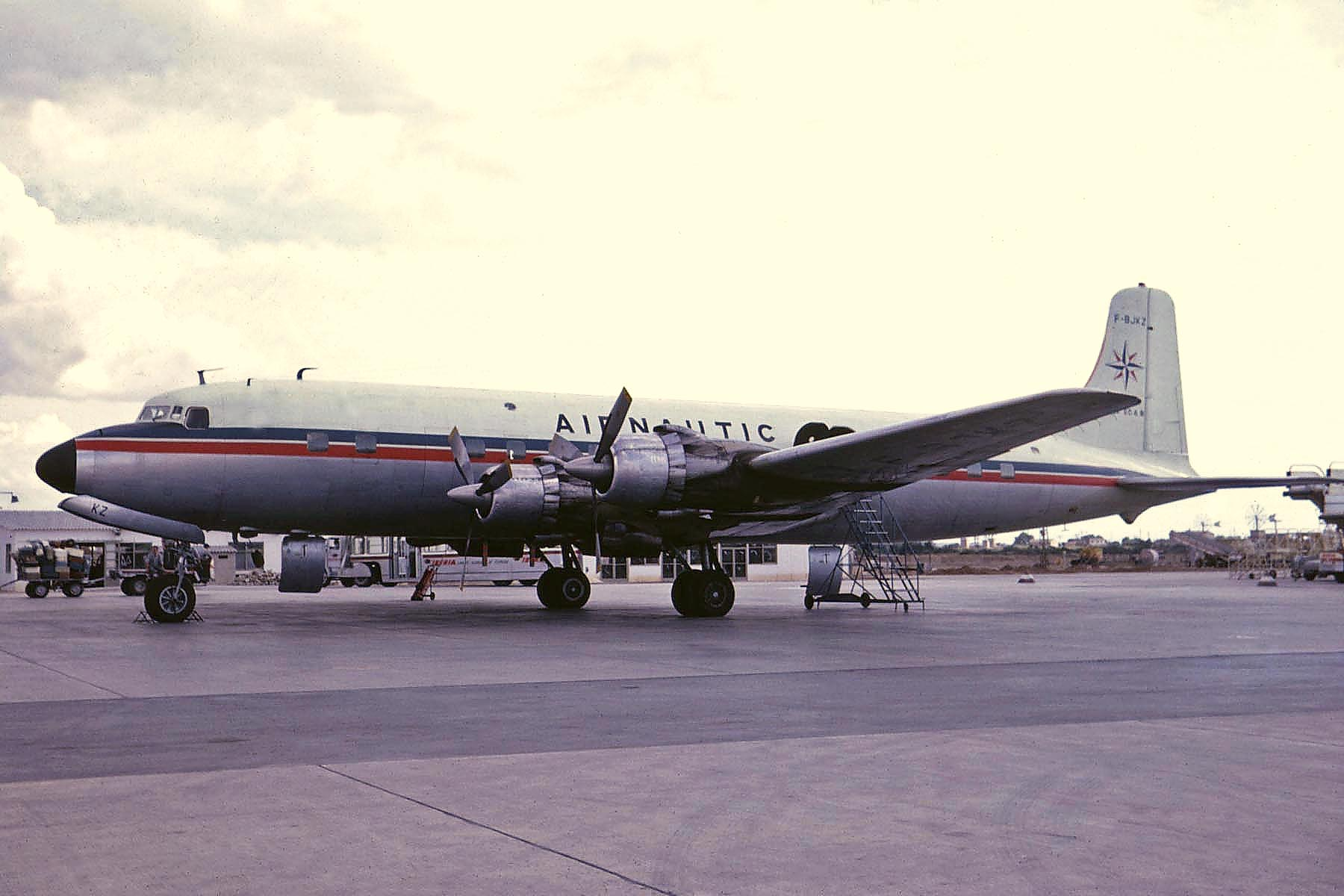
Air Nautic DC-6B

Air Nautic (ou AirNautic) est une compagnie aérienne française créée en 1958, aujourd'hui disparue.
Basée à Nice et Perpignan, la compagnie était spécialisée dans le transport de passagers sur des vols nolisés vers des destinations européennes (Royaume-Uni) et le transport de fret (contrat pour des compagnies pétrolières en Afrique du Nord française). Air Nautic a effectué également des vols réguliers tant pour le compte d'Air Inter que pour celui d'Air France. En 1962, cette dernière est entrée dans le capital d'Air Nautic avant d'en devenir quelque temps plus tard l'actionnaire exclusif. Deux appareils ont alors été transférés à Air Inter. Des accidents et une flotte vieillissante ont conduit Air Nautic dans de sérieuses difficultés financières. Le 1er janvier 1966 toutes les opérations ont cessé, Air France reprenant les actifs de l'entreprise mais sans les salariés.

## Flotte

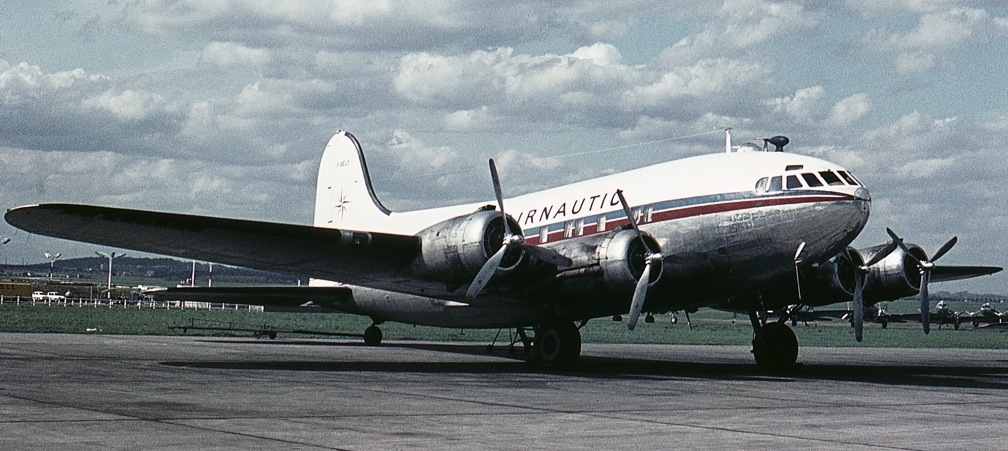
Air Nautic B-307 Stratoliner

Au cours de son histoire, Air Nautic a exploité les  types d’appareils suivants :
- Douglas DC-2 (F-BJHR)
- Douglas DC-3 (F-BEIS)
- Douglas DC-4 (F-BBDH)
- Douglas DC-6 (F-BJKZ / F-BKBQ / F-BLOE)
- Boeing 307 Stratoliner (F-BELU / F-BELY / F-BELZ)
- Vickers VC.1 Viking (F-BFDN / F-BIPT / F-BIUX / F-BJAH / F-BJEQ / F-BJER / F-BJES / F-BJRS)[2]

## Accidents
Deux accidents ayant entraîné le décès de 65 personnes en tout ont émaillé l’activité d’Air Nautic :
- le 5 septembre 1959, le Vickers Viking (F-BFDN), assurant la liaison Athènes-Bastia s'abime en mer au large de Sartène en Corse. Les 2 pilotes survivent à l'amerrissage.
- le 29 décembre 1962, la Catastrophe du Renoso, lors d'un vol entre Bastia et Ajaccio, un Boeing 307 Stratoliner F-BELZ s’écrase sur Monte-Renoso (Corse), tuant les 25 occupants de l’appareil (3 membres d’équipage et 22 passagers).
- le 12 septembre 1963, le Vickers Viking F-BJER assurant la liaison entre Gatwick et Perpignan, s’écrase sur le Pic de la Roquette (Pyrénées-orientales) tuant les 40 occupants de l’appareil (4 membres d’équipage et 36 passagers).